# Logronyo
Logronyo (en castellà i oficialment, Logroño) és un municipi situat al nord d'Espanya, capital de la comunitat autònoma uniprovincial de La Rioja. També és la seva localitat de més població —concentrant gairebé la meitat del total de la regió— així com el seu centre econòmic, cultural i de serveis.
Banyada pel riu Ebre, Logronyo ha estat històricament un lloc de passada i encreuament de camins —tals com el camí de Sant Jaume— i de fronteres, i disputada entre els antics regnes de la península Ibèrica durant l'edat mitjana. En el darrer segle, la ciutat ha experimentat un creixement demogràfic lent però significatiu respecte a les poblacions properes, provocat principalment pels moviments migratoris des d'altres comarques de la regió.
Ha estat capital gastronòmica espanyola l'any 2012 i ciutat europea de l'esport per al 2014.

## Història

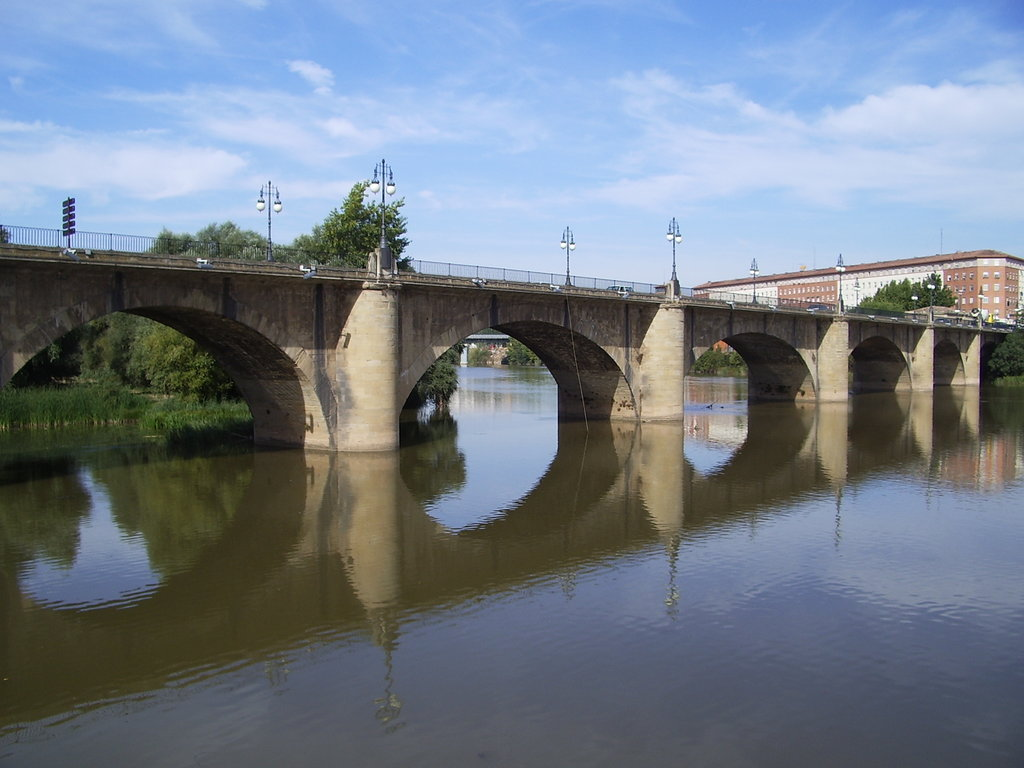
Pont de Pedra.

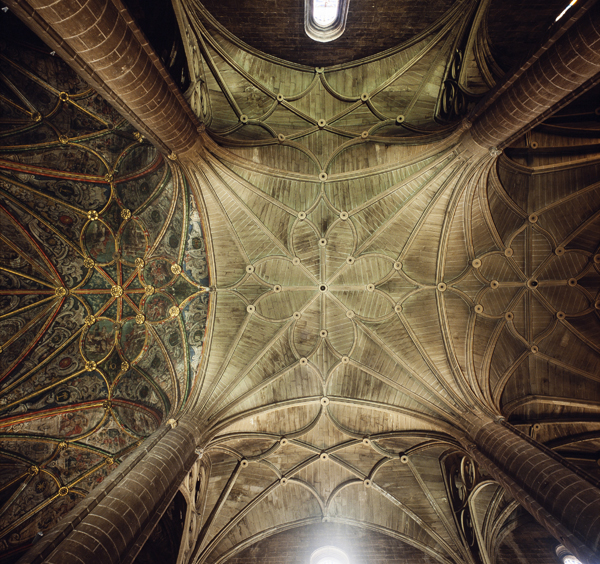
Interior de la Concatedral de Santa María de la Redonda.

Logronyo va ser un vell assentament, de primer dels romans, sota el nom de Vareia —un port comercial—, i després, dels celtes.
Des del segle x, la possessió de Logronyo fou disputada entre els reis de Navarra i els de Castella; la regió va ser finalment annexionada per Castella. Alfons VI de Castella va concedir a Logronyo, en el 1095, una carta de drets que va servir de model per a altres ciutats espanyoles. En el 1609 i el 1610, Logronyo va ser l'escenari principal dels judicis de les bruixes basques, per part de la inquisició espanyola.

## Persones il·lustres
- Manuel Bretón de los Herreros.
- Fausto de Elhúyar.
- Práxedes Mateo Sagasta.
- Rafael Azcona.
- Ramón Castroviejo.
- Navarrete "El Mudo".
- Pedro J. Ramírez.
- Amós Ruiz Lecina polític socialista i diputat per Tarragona a les eleccions de 1931, 1933 i 1936.
- Pepe Viyuela.
- Pepe Blanco (José Blanco Ruiz, cantant).